# Golsinda
Golsinda is een kevergeslacht uit de familie van de boktorren (Cerambycidae). De wetenschappelijke naam van het geslacht werd voor het eerst geldig gepubliceerd in 1861 door Thomson.

## Soorten
Golsinda omvat de volgende soorten:
- Golsinda basicornis Gahan, 1894
- Golsinda basigranosa Breuning, 1938
- Golsinda corallina Thomson, 1861
- Golsinda malaysiaca Yamasako & Makihara, 2011